# Ружица Ђинђић
Ружица Ђинђић (девојачко Павловић; Ваљево, 25. фебруар 1960) српска је политичарка. Удовица бившег председника Владе Србије др Зорана Ђинђића.

## Каријера
Дипломирала је на Правном факултету у Новом Саду и касније радила у Књижевној заједници Новог Сада.
Од 2001. године председник је Управног одбора Удружења грађана „Прво деца“, које се бави активностима усмереним ка заштити животног, образовног и здравственог стандарда деце без родитељског старања.
Од 2003. године председник је Управног одбора Фонда „Др Зоран Ђинђић“, основаног у циљу усавршавања младих стручњака и студената у области друштвених наука значајних за унапређење демократских односа и политичке културе у друштву.
Упоредо са овим активностима активно се бави хуманитарним радом и председник је Савета Интернационалног сусрета деце Европе „Радост Европе“.
Године 2003. изабрана је за члана Главног одбора Демократске странке, а од 2004. почасни је председник Форума жена Демократске странке. Од 2006. године је и члан Председништва Демократске странке.
За свој рад и допринос промоцији људских права, демократије и толеранције, године 2004. је добила награду Освајање слободе, коју додељује Фонд „Маја Маршићевић Тасић“. Поред овог признања, добила је и награду за унапређење међунационалних односа од Румунске заједнице Војводине.
Године 2009, одликована је француским орденом Легије части.
Удовица је бившег председника Владе Србије Зорана Ђинђића, мајка двоје деце, Јоване (1990) и Луке (1993).